# Sara Hutzler

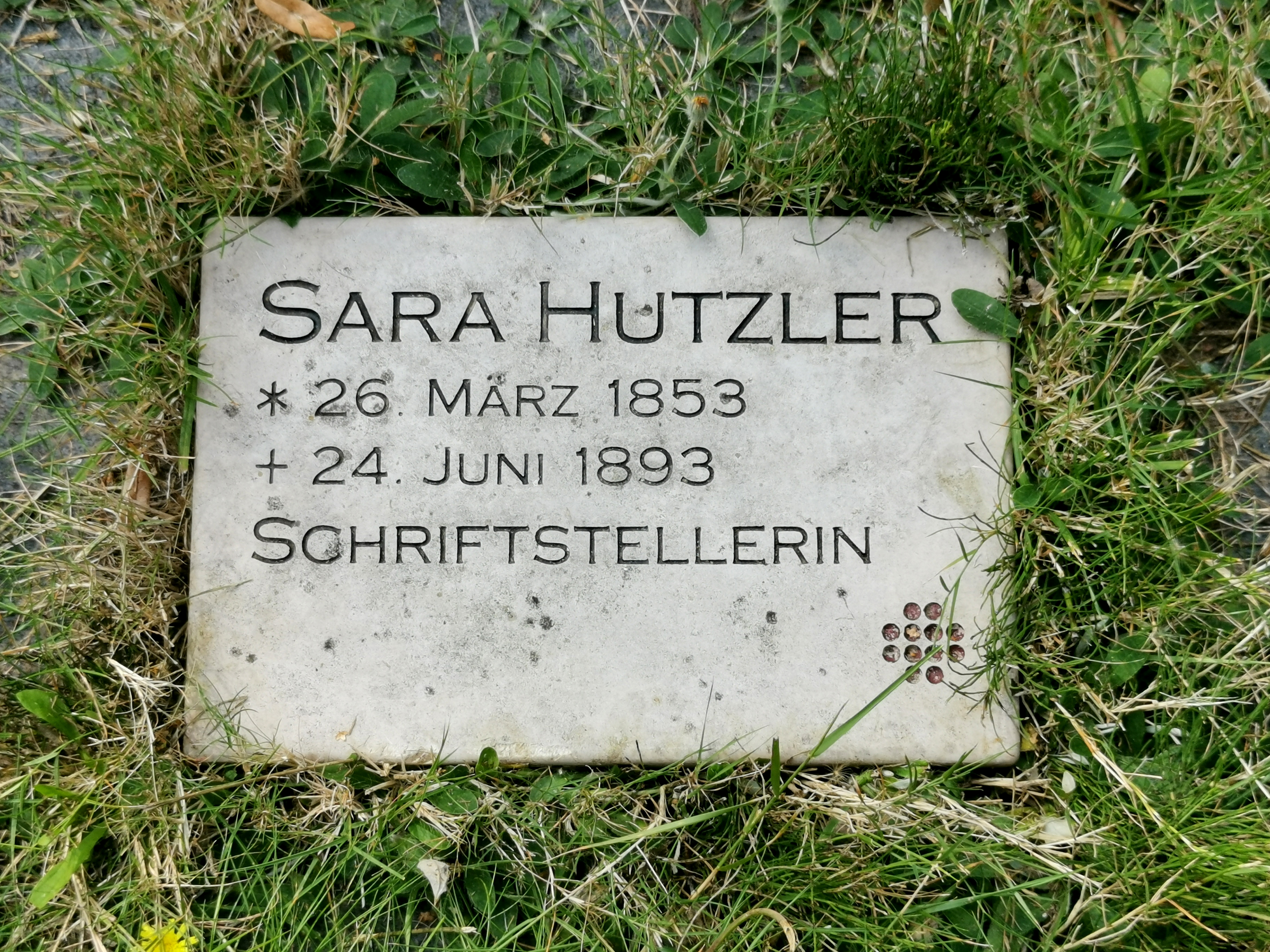
Gedenkstein auf dem Alten Zwölf-Apostel-Kirchhof in Berlin-Schöneberg (Abt. 212)

Sara Hutzler, auch Sara Kainz (* 26. März 1853 in St. Louis, Missouri als Sara Valentin; † 24. Juni 1893 in Berlin) war eine amerikanisch-deutsche Schriftstellerin.

## Leben
Sara Hutzler wurde vor allem durch Kinder- und Jugendgeschichten bekannt. 1868 heiratete sie einen wesentlich älteren Arzt aus St. Louis, der bereits 1871 starb. 1873 heiratete sie ein zweites Mal. 1878 zog sie mit ihren beiden Kindern nach Berlin. Dort wurde sie 1881 kurze Zeit die Geliebte des Mediziners und Schriftstellers Max Nordau. 1886 heiratete sie den Schauspieler Josef Kainz und begleitete ihn 1891/1892 auf dessen Gastspielreise nach Amerika.
Hutzler verstarb 1893 im Alter von nur 40 Jahren und wurde auf dem Alten Zwölf-Apostel-Kirchhof in Berlin-Schöneberg bestattet. Die Grabstätte wurde später abgeräumt. Am 2. September 2018 wurde auf Initiative der evangelischen Kirchengemeinde ein neuer Gedenkstein auf die frühere Grabstelle gesetzt.

## Werke (Auswahl)
- Junge Herzen. Erzählungen für die reifere Jugend, Stuttgart: Krabbe, o. J.
- Jung-Amerika : Bilder aus dem New-Yorker Leben. Breslau, 1884
- Kleine Menschen. Aus dem Kinderleben. Berlin: Heine, 1886
- Nora : Erzählung. Berlin: Freund & Jeckel, 1887
- Im Bann der Liebe. Roman. Berlin: Schoner, 1889
- Zwei Frauen : Erzählung. Berlin: Freund & Jeckel, 1893